# Wien Westbahnhof
Wien Westbahnhof er en rebroussementsbanegård i Østrigs hovedstad Wien, der fungerer som begyndelsespunkt for den østrigske Westbahn. Banegården blev taget i drift den 15. december 1858 i forbindelse med åbningen af "k.k. priv. Kaiserin Elisabeth-Bahn" fra Wien Westbahnhof over Linz Hauptbahnhof til Linz Südbahnhof.
Westbahnhof ligger i 15. Wiener bezirk Rudolfsheim-Fünfhaus ved den store trafikåre Gürtel. Den i sydlig retning førende Mariahilfer Straße ligger i direkte forlængelse af banegåren.
Westbahnhof er bundet godt sammen i det kollektive trafiknet, og betjenes af U-banelinjerne U3 og U6, sporvognslinjerne 5, 6, 9, 18, 52 og 58, bus til Flughafen Wien-Schwechat og bus til Baden bei Wien.
Wien Westbahnhof er sammen med Südbahnhof én af de største banegårde i Østrig, og er udgangspunkt for jernbanetrafik til Tyskland, Schweiz og videre mod Frankrig, Belgien, Holland og Danmark. Til på- og aflæsning af personbiler har banegården to lastepladser for biltog til Salzburg, Schwarzach-St. Veit, Innsbruck, Feldkirch, Düsseldorf, Hamburg-Altona og Berlin-Wannsee.
Derudover er via tilslutningsbanen til Wien Südbahnhof forbindelse til Ungarn, Serbien og Rumænien. Westbahnhof er endvidere udgangspunkt for regionale toglinjer i det vestlige Wien, som er bundet sammen i trafikselskabet Verkehrsverbund Ost-Region (VOR) og delvist hører til Wiener S-Bahn.
Den oprindelige banegårdsbygning blev ødelagt under luftangreb i i slutningen 2. verdenskrig i 1945. Den nuværende banegårdsbygning er tegnet af arkitekterne Hartiger & Wöhnhart og blev åbnet i 1953.
Banegården har været betjent af S-banen siden 1898 (den såkaldte Gürtellinie). Denne blev omdannet til U-banelinje U6 i 1995. I 1993 byggedes U-banelinje U3, der dermed skabte U-baneforbindelse til Westbahnhof.
Med bygningen af den nye Wien Hauptbahnhof vil Westbahnhof fra 2015 miste sin betydning, da internationale togforbindelser, især dem der føres videre fra vest mod østdestinationer, føres i en tunnel under Lainzer Tiergarten. Tunnelen, der er under opførelse, skal lede togene direkte til den kommende hovedbanegård. Man påregner derfor at skulle indskrænke Wien Westbahnhof, og det overvejes, hvad restarealerne ved Westbahnhof skal anvendes til.